# Pasta
Pasta je polotuhá heterogenní směs látek charakteru suspenze. Vyznačuje se vysokým obsahem pevných částic, rozptýlených v gelovém základu. Ve farmacii jde o místně aplikovanou lékovou formu.

## Související článek
- zubní pasta